# Muerte de Carlo Giuliani
Carlo Giuliani (14 de marzo de 1978 - 20 de julio de 2001) fue un activista italiano simpatizante del movimiento antiglobalización. Se hizo conocido públicamente como consecuencia de su muerte en uno de los disturbios de la Contracumbre del G8 en Génova: fue abatido por un disparo efectuado por un carabinero y fue atropellado por un vehículo de la policía.
Las circunstancias de su muerte y la investigación subsiguiente generaron una gran polémica internacional.

## Los hechos del 20 de julio

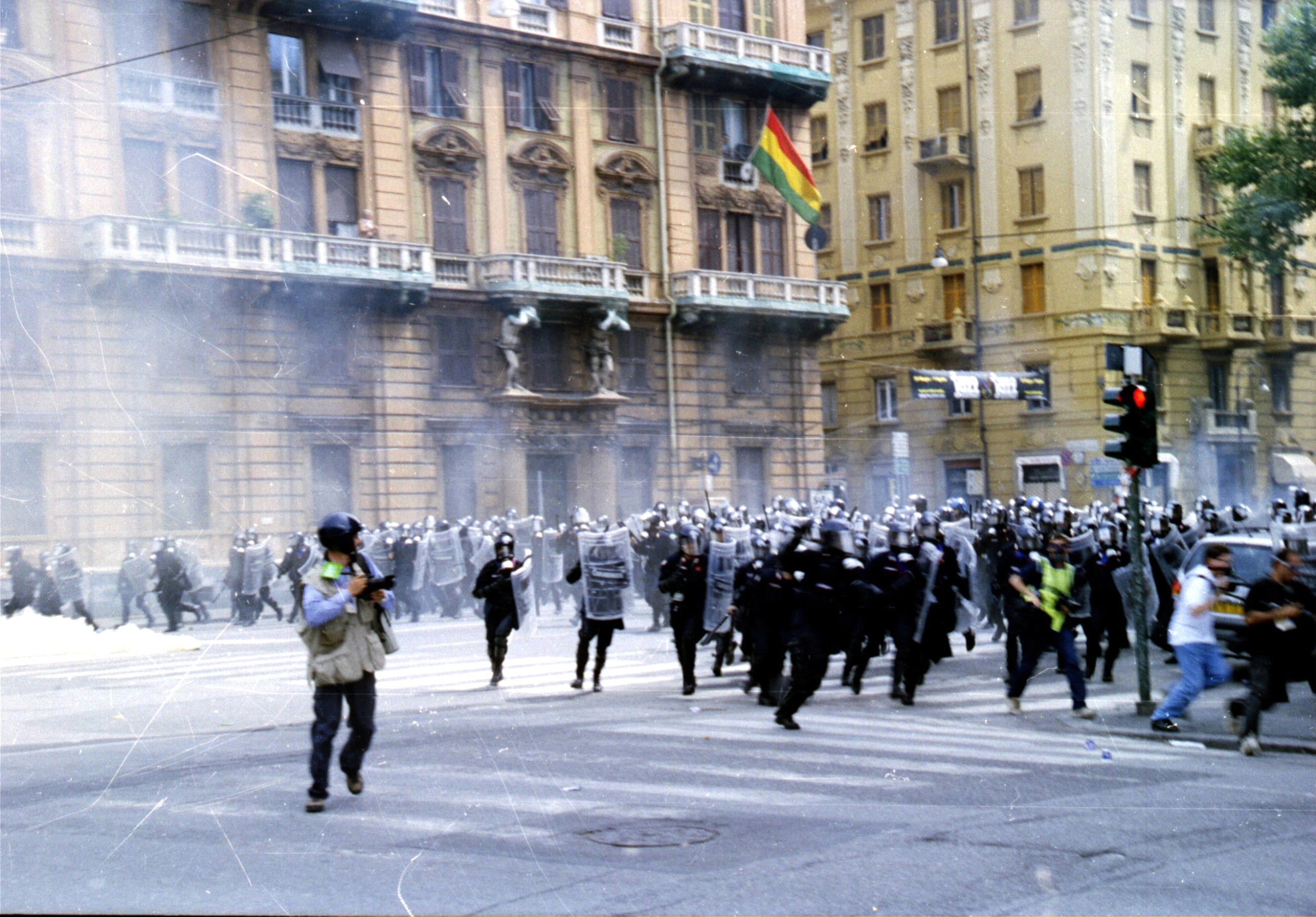
Carga de la policía en Corso Torino el 20 de julio de 2001

Residente en el barrio de Righi, su familia era oriunda de Sestri Ponente. Carlo vivía con su padre Giuliano Giuliani, conocido sindicalista de la Confederación General Italiana de Trabajadores y su madre Haidi, que posteriormente fue senadora de Refundación Comunista. La muerte de Carlo Giuliani está vinculada a los disturbios ocurridos en Génova el 20 de julio de 2001 en la Via Tolemaide en el distrito de Foce cerca de la Estación de Brignole, donde se produjeron violentos enfrentamientos entre los manifestantes anti-G8 y efectivos de las Fuerzas y Cuerpos de Seguridad italianos, concretamente policía estatal y policía militar, los conocidos carabinieri. La participación en dichos eventos de Giuliani, según sus amigos y la familia, se vio alentada por los informes sobre los disturbios que circulaban en esas horas. Según estos testimonios, estas noticias le convencieron de renunciar al viaje a la playa que pensaba hacer por la mañana para ir a la manifestación del movimiento antiglobal Tute Bianche, Túnicas Blancas, de inspiración neozapatista.
Durante un enfrentamiento violento entre los manifestantes y las fuerzas del orden en Piazza Alimonda, el conductor y dos soldados que iban en un Land Rover Defender quedaron bloqueados junto a un contenedor durante la retirada de los cerca de 70 militares que estaban en la plaza. Según el testimonio de Dylan Martínez, reportero gráfico de Reuters que fotografió la escena, algunos manifestantes, «en su mayoría con cascos o máscaras», «apedrearon el vehículo, luego saltaron sobre su techo y comenzaron a romper sus cristales con barras de metal y pedazos de madera». Según la declaración del joven carabiniero que disparó «los cristales del vehículo, los laterales y posteriores (el coche sólo tiene protegidos por una tela metálica los cristales de delante) habían saltado en pedazos debido a las pedradas. Comencé a gritar al conductor que escapase y le chillé que nos estaban matando. De hecho, estábamos rodeados de manifestantes, que para mí eran centenares.» En mitad de la refriega, Carlo Giuliani «tomó un extintor de fuego que estaba en el suelo, lo levantó sobre su cabeza con ambas manos y rompió la ventanilla trasera del vehículo».
Las fotografías del reportero muestran a Giuliani «vestido con pantalones vaqueros, una camiseta sin mangas y un pasamontañas negro», sosteniendo en alto el extintor mientras la mano del soldado asoma por la ventanilla rota. En ese instante, «del interior del jeep salieron dos disparos y el manifestante cayó al suelo». En medio de la confusión, el conductor maniobró para salir del atasco, pasando una vez marcha atrás y otra vez hacia delante por encima del cuerpo de Giuliani.
La batalla continuó en torno a éste hasta que los servicios médicos del Foro Social de Génova acudieron a auxiliarle. Una enfermera alemana intentó un masaje cardíaco, pidiendo oxígeno, pero no se encontraba. Llamó un médico, pero en la ambulancia cercana no había. Finalmente Carlo Giuliani falleció, y la policía formó un cordón en torno a su cuerpo. Los manifestantes increpaban a la policía: "¡Asesinos! ¡Reíd, asesinos!". Poco tiempo después, una furgoneta del ayuntamiento de Génova llegó a la plaza a recoger el cuerpo.

## Primeras reacciones internacionales
Poco después de ser informado de la muerte de Carlo Giuliani, el entonces presidente de Francia Jacques Chirac declaraba a la prensa que "cientos de miles de personas no se molestan a menos que haya un problema en sus corazones y espíritus". En Estados Unidos, la Casa Blanca emitió una concisa declaración comunicando que el presidente George W. Bush había sido informado de la situación, y lo citaba diciendo que la muerte es trágica,y que la violencia fue "altamente lamentable". Después de tener conocimiento de la muerte del manifestante, hicieron aparición un ceniciento Silvio Berlusconi, junto al presidente de la república Carlo Azeglio Ciampi, quien habló en nombre de los dos acerca de su dolor por la muerte de Giuliani.
En contraste con las primeras declaraciones del por entonces primer ministro británico Tony Blair, que rechazaba condenar a las autoridades italianas por el modo de manejar la situación en Génova, el ministro inglés para asuntos europeos, Peter Hain, declaró a Sky News que eran indefendibles las acciones de la policía, disparando y matando a alguien.
Berlusconi afirmaba que "tenemos que distinguir entre los profesionales de la guerrilla y los manifestantes pacíficos", que expresan su rechazo a un sistema económico-político determinado, al tiempo que Vittorio Agnoletto, portavoz del Foro Social de Génova, denunciaba la represión usada contra los pacifistas, mientras unos miles de anarquistas mantenían en vilo la ciudad durante tres días.
El Papa Juan Pablo II, que frecuentemente se había dirigido a los líderes del G8 para que hicieran más por la pobreza en el mundo, deploraba la violencia en Génova, diciendo que sentía "tristeza y dolor" por la "hostilidad" que había explotado en la ciudad.
Seis días después de la muerte de Carlo Giuliani, la BBC destacaba la dureza habitual de los carabinieri en sus intervenciones, y que muchos de los presentes en el incidente (entre ellos el propio Placanica) eran jóvenes realizando su servicio militar, sin experiencia en este tipo de situaciones. También informaba que en la prensa italiana se hablaba de que "se había dado permiso desde "las alturas" a la policía para un ataque de represalia contra los manifestantes" y que primeros informes apuntaban que se habría azuzado a los soldados con cuentos de ataques terroristas y posibles ataques con sangre contaminada con sida, entre otras historias.

## Investigación judicial
Todos los cargos en contra del carabiniero que disparó, Mario Placanica, fueron retirados cuando la juez que presidía el caso, Elena Daloiso, llegó a la conclusión de que la bala que golpeó a Giuliani no iba directamente encaminada a él y había "rebotado en yeso". La juez dictaminó que Placanica había actuado en legítima defensa, y el caso no llegó a juicio. La resolución de la juez Elena Daloiso, que ya había sido objeto de fuertes críticas, fue muy discutida por la prensa, así como el no haber procesado al conductor del Land Rover por haber atropellado a Giuliani sobre la base de que el mismo ya estaba muerto. Los médicos que atendieron a Giuliani después de que fuera atropellado declararon que su corazón seguía latiendo, lo cual fue confirmado más tarde por el profesor Marco Salvi durante el juicio que se celebró en Génova contra algunos de los manifestantes, presuntamente involucrados en los enfrentamientos el mismo día que Giuliani fue asesinado. El profesor Marco Salvi, médico forense, había actuado previamente como consultor para Silvio Franz, el fiscal que llevó el caso contra Mario Placanica, y declaró en el posterior juicio de Génova que Giuliani había sido víctima de un "impacto directo", contradiciendo así el "cambio de rumbo de la bala" en que se basó la decisión de no juzgar a Placanica.
Placanica cambió su versión de los hechos en cuatro ocasiones, y a finales de 2003 declaró al diario de Bolonia Il Resto del Carlino: "he sido utilizado para encubrir la responsabilidad de otros". Denunciaba que la escena de la muerte "fue contaminada para ocultar pruebas relevantes", destacaba que la bala encontrada en el cuerpo de Giuliani no se corresponde con la munición utilizada por los carabinieri, y declaraba que el disparo mortal había llegado desde algún lugar del exterior, de las fuerzas del orden en la plaza.
Después de hacer esta declaración, Placanica sufrió un accidente de coche que sus abogados calificaron de "sospechoso". Estando de baja por enfermedad -una depresión aparentemente ocasionada por los sucesos en cuestión- y después de haber visitado a su abogado para denunciar que sospechaba que alguien estaba manipulando su auto, su auto perdió el control, se salió del camino y chocó. Placanica sufrió heridas graves que podrían haberle ocasionado una parálisis permanente. El padre de Carlo Giuliani declaró que no descartaba la posibilidad de que el accidente hubiera sido provocado, y que "tanto él como su mujer hacía tiempo que temían por la vida del joven policía", puesto que "sus declaraciones contradictorias indicaban que el 20 de julio pasó algo distinto a lo que nos han hecho creer". Placanica fue mantenido en aislamiento tras el incidente, y no se permitió a sus padres visitarlo en el hospital.
En abril de 2005, Placanica fue licenciado de los carabinieri, por "no ser apto para el servicio" debido a una enfermedad derivada del servicio. El abogado de Placanica comentó que eran "motivos psíquicos".

## Reconocimientos
Tras su muerte, la figura de Carlo se ha convertido en un símbolo para los activistas antiglobalización. En abril de 2003 RisorAnziani, una asociación de solidaridad con las personas ancianas, creada a iniciativa de sindicato CGIL inauguró un colegio en el Sahara dedicado a Giuliani.
En octubre de 2006 el grupo de Refundación Comunista en el senado decidió nombrar Carlo Giuliani a la sede de su oficina. Esta iniciativa generó una gran polémica por parte de los grupos de centro derecha y representantes de la policía y los carabinieri, que pidieron al Jefe del Estado Giorgio Napolitano que lo impidiese. Finalmente, el presidente de la República resolvió a favor de los senadores comunistas.
Más ejemplos son la Caravana Libertaria Carlo Giuliani de México o la Piazza Carlo Giuliani en la misma Italia.
Por otro lado, el mundo de la música acusó también la repercusión de la muerte de Giuliani en forma de numerosas canciones dedicadas a su memoria, grupos como Ska-p simpatizaron con su muerte y crearon canciones dedicadas a él.